# Atolul Palmyra
Atolul Palmyra (în engleză: Palmyra Atoll), cu o suprafață de 11,9 km², este un grup de insule din Oceanul Pacific situat la sud-vest cca. 1800 km de Hawaii, singurul teritoriu populat și neorganizat ce aparține SUA (incorporated, unorganized territory).

## Geografie

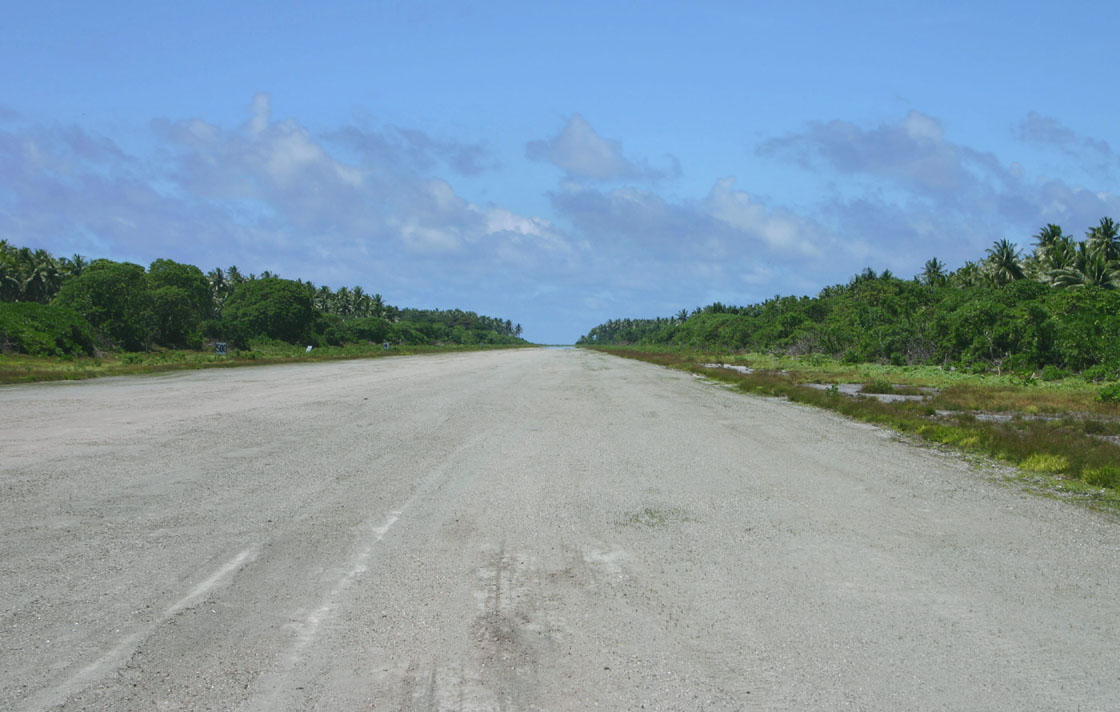
Pista de aterizare pe insula Cooper

Din punct geografic atolul aparține arhipealugului Sporadelor centrale din Polinezia (nordul Line Islands), uscatul cel mai apropiat (60 km) fiind în direcția nord-vest reciful de corali nelocuit Kingman. În direcția sud-est la 225 km se află Insula Washington (o insulă de corali cu 7,8 km² ce aparține statului Kiribati). Atolul este un recif de corali ce are un ștrand de nisip și roci alcătuită din recif de corali.
Lungimea coastei este de 14,5 km, având două lagune (West Lagoon) bune pentru ancorare.
Cu excepția insulelor Sand Island in vest și Barren Island in est, toate celelalte insule sunt legate prin fâșii de uscat între ele.
Insulele din nord sunt compuse din Strawn Island, Cooper Island, Aviation Island, Quail Island și Whippoorwill Island, urmate în est de insulele Eastern Island, Papala Island și Pelican Island ca și în sud de insulele Bird Island, Holei Island, Engineer Island, Marine Island, Kaula Island, Paradise Island și Home Island.
Insula cea mai mare Cooper Island fiind situată în nord, urmată ca mărime de Kaula Island.
Pe atol domnește o climă caldă umedă ecuatorială cu temperaturi constante tot timpul anului, cantitatea de precipitații medii anuale fiind 4.445 mm, cu o temperatură constantă de 29 și 30 °C. 
Datorită faptului că amplasarea insulei este pe traseul curenților marini, pe ștrand este depusă o cantitate mare de gunoi adusă de apa oceanului.

## Flora și fauna

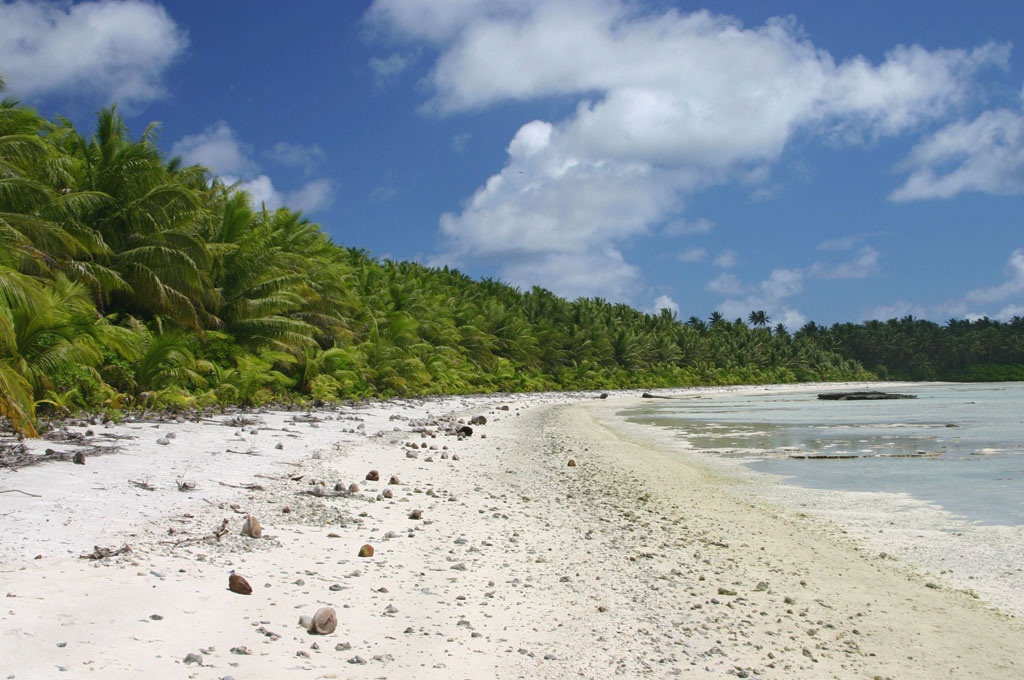
Ștrandul la coasta nordică a atolului Palmyra

Atolul Palmyra este atolul al doilea ca mărime din cei 10 atoli ce aparțin SUA. Atolul este alcătuit din 125 soiuri de corali, apele puțin adânci permit existența unor viețuitoare marine ca rechinul negru de coral (Carcharhinus melanopterus), scoici uriașe (Tridacnidae) sau pești viu colorați (Chaetodontidae) caracteristici recifelor de corali. Atolul este un loc pentru cuibăritul păsărilor de mare (Numenius tahitiensis, (Sula dactylatra, Sula leucogaster, Sula sula și Gygis alba).
Animalele care trăiesc pe insulă sunt broasca țestoasă (Chelonia mydas) și un crab (engl. coconut crab) cu denumirea științifică (Birgus latro). Dintre plante se pot aminti palmierii cocotieri (Cocos nucifera) și ferigi autohtone (Pteridopsida sau Polypodiopsida).

## Istoric

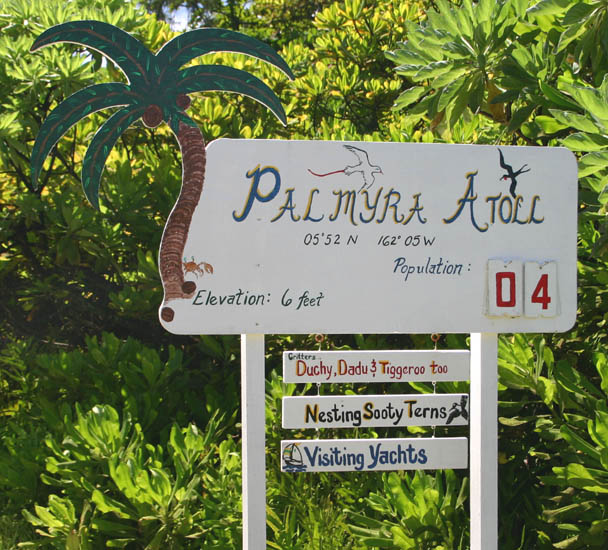
Semn de bun venit cu populația actuală și altitudinea

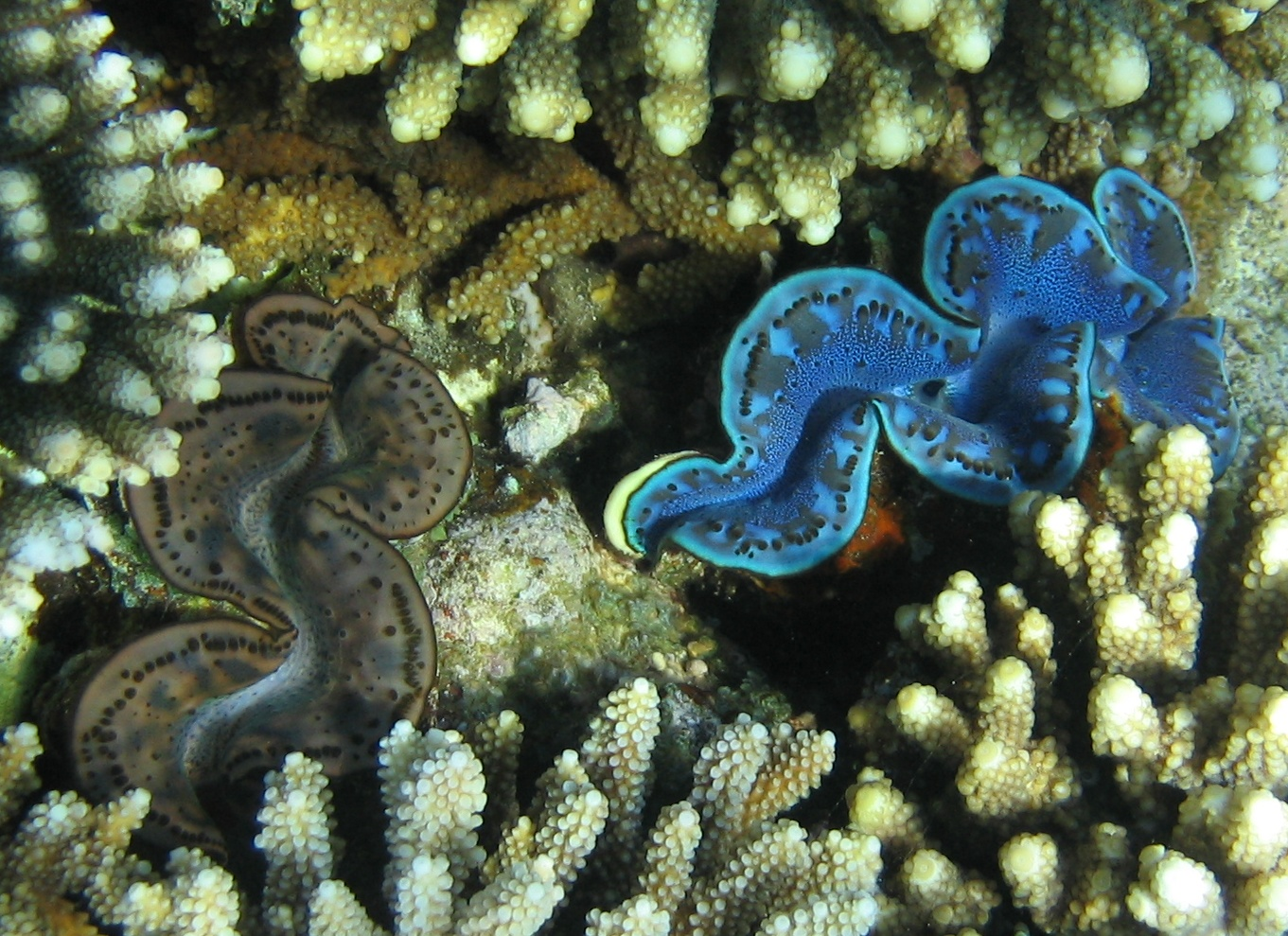
Două scoici uriaşe (Tridacna maxima)

Atolul a fost descoperit în 1798 de un căpitan de vapor american, patru ani mai târziu Sawle, de asemenea un căpitan american denumește atolul Palmyra. În anul 1816 se scufundă corabia piraților spanioli Esperanța încărcată cu comorile incașilor lovindu-se de reciful de coral, iar conoform legendei pirații ar fi îngropat comoara pe una din insule.
În 1859 prin legea Guano Islands Act insula este anexată SUA, fiind proprietatea americanului Dr. G.P. Judd, datorită cantitții mari de precipitații nefiind posibil exploatarea guanoului. La 15 aprilie 1862 atolul este declarat ca teritoriu aparținător regatului Hawaii. In același an vinde Dr. G.P. Judd atolul lui Wilkinson, care vinde Palmyra după trei ani, astfel ajunge atolul în proprietatea Pacific Navigation Company care încearcă fără succes colonizarea insulelor.
Anexarea în 1898 a Hawaiiului de SUA, ajunge Palmyra din nou în mod automat teritoriu SUA.
În perioada 1940 - 1946 este folosit atolul ca bază militară americană.
Din această perioadă de timp a rămas pe insulă o pistă de aterizare pentru avioane (2000 m lungime) care se întinde de-a lungul insulei Cooper pe direcția est-vest.
În anul 1947 proprietarii atolului, familia Fullard, obligă printr-un proces guvernul SUA să le fie restituit Palmyra. Când Hawaii este anexat de SUA devenind în anul 1959 statul al 50 -lea american, statutul nu este modificat în mod intenționat, Palmyra rămânând singura excepție teritoriu american ca proprietate privată.
În anul 1962 este folosit atolul ca stație de măsurare, în timpul experimentărilor nucleare pe Johnston Island. În anul 1974 sunt omorâți pe atol familia Malcom din San Diego, ucigașii un bărbat și o femeie sunt prinși în Hawaii abia în anul 1981, avocatul apărării relatează faptele petrecute într-un roman care ulterior va fi ecranizat.
In anul 2000 vând proprietarii atolului, Palmyra unei organizații de protecție a mediului înconjurător (The Nature Conservancy) pentru ca flora și fauna Palmyrei să poată exista în continuare și pentru generațiile următoare.
Din anul 2005 pe Cooper Island se află o stație de cercetare care se ocupă cu modificările climatice pe glob și influența acestora asupra recifului de corali, aici fiind prezenți cercetători din toată lumea.